# Jan Berkhout (politicus)
Johannes Paulus (Jan) Berkhout (Alkmaar, 11 december 1930 – Nuenen, 9 april 2019) was een Nederlands politicus voor het CDA. Na een carrière in het bedrijfsleven en een wethouderschap in Heumen was hij achtereenvolgens burgemeester van drie Noord-Brabantse gemeenten.
In maart 1979 werd Berkhout burgemeester van Oud en Nieuw Gastel en in april 1986 volgde zijn benoeming tot burgemeester van Mierlo. In 1995 ging hij daar met pensioen en vervolgens werd hij waarnemend burgemeester van Luyksgestel, totdat dit in 1997 opging in de gemeente Bergeijk.